# Santiago, Nuevo León
Santiago là một đô thị thuộc bang Nuevo León, México. Năm 2005, dân số của đô thị này là 37886 người.